# Азартні ігри в Новій Зеландії
Азартні ігри в Новій Зеландії контролюються Міністерством внутрішніх справ. Всі азартні ігри мають приносити частину прибутку громаді. Найбільша частка азартної індустрії управляється державними установами. Витрати на азартні ігри (втрати гравців) 2008 року склали 2 млрд новозеландських доларів (480 доларів на душу населення), що вдесятеро більше, ніж 1985 року.
Станом на кінець 2020 року, в Новій Зеландії діяли 1068 гральних закладів. Боротьбою з лудоманією в країні займається Фонд проблемних азартних ігор Нової Зеландії.

## Перегони
1920 року букмекерство в Новій Зеландії оголосили незаконним, і воно лишалося таким до 1961 року.

## Лотереї
Перший «Мистецький союз» було проведено в Новій Зеландії Мистецьким товариством Отаго в грудні 1877 р. Перші національні лотереї були створені 1933 року, вони були відомі як «Мистецькі спілки». Призи були відносно невеликі, а в перших мистецьких спілках призами були невеликі кількості намивного золота. Як приклад, Художній союз «Золотий скарб» 1935 року мав 200 тис. квитків із головним призом у 2000 фунтів стерлінгів, аж до 11-ї премії у розмірі 20 фунтів плюс 400 призів у розмірі 2 фунтів.
Низькі прибутки спокушали багатьох людей незаконно купувати квитки закордонних лотерей, такі як австралійська лотерея Tattersall. Зі зниженням продажів Art Union в кінці 1950-х років, уряд переглянув правила лотерей, а 1961 року запровадив лотерею «Золотий ківі».
1987 року було створено Комісію лотерей Нової Зеландії, її основний продукт, Lotto, з часу доповнився скретч-картами Instant Kiwi, щоденними розіграшами Keno та різновидом Lotto під назвою Big Wednesday. Квитки на лото почали продаватися в інтернеті 2008 року.

## «Pokies»
Запроваджені 1987 року, ігрові автомати, широко відомі під назвою «Pokies», управляються благодійними фондами і в основному розміщуються в готелях та барах. Максимальний джекпот регулюється. 30 червня 2008 року товарообіг склав 10 млрд доларів, з яких 9,158 млрд було повернуто як призи (втрати гравців склали 938 млн доларів). Це на зменшення на 9 % менше у порівнянні з рекордним 2004 роком. 2008 року на «покі» припало 46,1 % витрат на азартні ігри. 30 червня 2009 року відбулося подальше падіння витрат на 5 %, до 889 млн доларів. На 1501 майданчиках працювало 19,479 машин, якими керували 384 компанії-ліцензіати.
З 1 липня 2009 року на всіх машинах повинні бути дисплеї з інформацією про гравців, які повідомляли гравця про те, як довго триває гра, скільки він програв, і які спонукали їх робити перерви.
У травні 2013 року уряд оголосив, що дозволить казино SkyCity Auckland встановити додаткові 230 автоматів і 40 нових ігрових столів в обмін на побудову конгрес-центру на суму $ 402 млн. У третьому кварталі 2020 року прибуток від «покі» виріс на 130,7 млн доларів, що на 116 % більше за показники другого кварталу. Збільшення збіглося з закінченням карантину під час COVID-19, після того, як дозволили відвідувати гральні заклади.